# Isla de Zuaza
Isla de Zuaza (en euskera Zuhatza uhartea) es el nombre que recibe una pequeña isla situada en  el embalse de Ullíbarri-Gamboa que está situado en el municipio de Arrazua-Ubarrundia, provincia de Álava.